# 神医喜来乐
《神医喜来乐》是一部中国古装电视剧，2003年春节期间在中国中央电视台电视剧频道首次播映。该剧讲述了清朝末年沧州的一个民间郎中喜来乐（李保田饰）运用自己神乎其技的医术悬壶济世，遭遇了人生的跌宕起伏的故事。
该剧获得了第23届中国电视剧飞天奖、第21届中国电视金鹰奖、中国电视剧产业20年百部优秀作品等奖项。

## 剧情
清朝末年，沧州的乡下郎中喜来乐（李保田 饰）带着徒弟德福（吴军 饰）在自己开的“一笑堂”行医，常以奇方怪招治病救人。京城靖王爷（徐连升 饰）的爱女得了怪病，只能病急乱投医，让亲信鲁正明（陈继铭 饰）把喜来乐拉到京城看病。本来被宫里太医王天和（杜雨露 饰）断为绝症的格格，却被喜来乐用难登大雅之堂的裸体熏浴法救活。靖王爷执意留下本无心留在京城的喜来乐，还一并搬来了他沧州的“一笑堂”全家老小。可谁知喜来乐从此引起了王太医的嫉恨，并遭其暗中毒手。幸运的喜来乐不仅躲过一劫又一劫，还让“一笑堂”在京城小有名气，获得了“神医”的名号。但他却一直惦记着沧州老家的老相好、“食为天”的老板娘赛西施（沈傲君 饰）。靖王爷看出其心思，把“食为天”搬到了京城“一笑堂”对面。喜来乐在老婆胡氏（梁丽 饰）面前本来就是个“妻管严”，赛西施的到来，更是惹得他们全家鸡犬不宁。名气日益高涨的喜来乐甚至得到了皇帝和慈禧的赏识，王太医也加紧了陷害他的脚步。但在之后德福引起的黄马褂事件以及沧州治瘟疫事件中，喜来乐最终都得以战胜了王太医的诡计。戊戌变法失败后，维新派的鲁正明自杀未遂被朝廷缉拿，喜来乐奉命救治鲁正明却在鲁正明的要求下药死了他，被王太医指为同党，并被昔日搭救过的田魁（敖路 饰）出卖。关键时刻，胡氏替喜来乐揽下毒死鲁正明的罪名，临死前将丈夫和全部家业托付给了赛西施。
该剧的背景设定为清朝末年，除了慈禧、光绪帝、李鸿章、李连英、袁世凯等人物及戊戌变法等事件外，剧中大部分情节和人物属于虚构，历史上并没有神医喜来乐这一真实人物或其唯一原型存在。

## 主要演员
该剧由演员李保田领衔，沈傲君、梁丽、杜雨露、吴军等联合主演。
| 演员   | 角色   | 角色简介                                           | 粤语配音(有线) |
| 李保田 | 喜来乐 | 沧州“一笑堂”神医，精通医术，善以奇方治疗疑难杂症   | 陳旭明         |
| 沈傲君 | 赛西施 | “食为天”饭馆老板娘，喜来乐的邻居，与喜来乐关系暧昧 | 張雪儀         |
| 梁丽   | 胡氏   | 喜来乐的妻子                                       | 譚淑英         |
| 杜雨露 | 王天和 | 京城太医，视喜来乐为对头                           | 譚漢華         |
| 吴军   | 德福   | 喜来乐的徒弟                                       | 陳志強         |
| 徐爽   | 玉儿   | “一笑堂”丫鬟                                       |                |
| 穆枫   | 小二   | “食为天”店小二                                     |                |
| 徐连生 | 靖王爷 | 京城王爷，喜来乐治愈其女后千方百计留下喜来乐       | 黎家希         |
| 朱雅娜 | 格格   | 靖王爷之女                                         |                |
| 杨晶晶 | 瑞芯   | 靖王府丫鬟，德福的追求对象                         |                |
| 陈继铭 | 鲁正明 | 靖王爷亲信，维新派人士                             | 羅偉傑         |
| 杜旭东 | 孟庆和 | 沧州药商                                           | 黎家希         |
| 郭雨   | 卢忠   | 王天和手下的谋士                                   | 李家輝         |
| 敖路   | 田魁   | 落魄书生，后在喜来乐救助下走上仕途                 | 羅偉傑         |
| 宋晓英 | 慈禧   |                                                    |                |
| 武洪武 | 光绪   |                                                    |                |
| 孙树林 | 李鸿章 | 清朝重臣                                           |                |
| 王冲   | 李连英 |                                                    |                |
| 扎西   | 袁世凯 |                                                    |                |
| 安嵘   | 秋云   | 沧州知县小妾，赛西施的朋友                         |                |

## 剧中音乐
| 曲序 | 曲目                     |      | 作曲 | 演唱       |
| ---- | ------------------------ | ---- | ---- | ---------- |
| 1.   | 不求名来名自扬（片头曲） | 易茗 | 阿罗 | 阿里郎组合 |
| 2.   | 人间情多（片尾曲）       | 易茗 | 阿罗 | 李殊       |

## 獎項
| 年份   | 頒獎典禮               | 奬項                   | 得獎者         | 結果 |
| ------ | ---------------------- | ---------------------- | -------------- | ---- |
| 2003年 | 第21屆中國電視金鷹獎   | 長篇電視劇優秀作品獎   | 《神醫喜來樂》 | 獲獎 |
| 2003年 | 第21屆中國電視金鷹獎   | 最佳表演藝術男演員獎   | 李保田         | 獲獎 |
| 2003年 | 第21屆中國電視金鷹獎   | 最具人氣男演員獎       | 李保田         | 獲獎 |
| 2003年 | 第21屆中國電視金鷹獎   | 觀眾最喜愛的男演員獎   | 李保田         | 獲獎 |
| 2003年 | 第21屆中國電視金鷹獎   | 最佳女演員             | 沈傲君         | 提名 |
| 2003年 | 第23屆中國電視劇飛天獎 | 優秀長篇電視劇二等獎   | 《神醫喜來樂》 | 獲獎 |
| 2003年 | 第23屆中國電視劇飛天獎 | 優秀男演員獎           | 李保田         | 獲獎 |
| 2011年 | 中國電視劇產業二十年   | 盛典百部優秀電視劇作品 | 《神醫喜來樂》 | 獲獎 |
| 2011年 | 中國電視劇產業二十年   | 突出貢獻人物           | 李保田、周振天 | 獲獎 |

## 節目變遷
| 中国中国中央电视台电视剧频道 | 中国中国中央电视台电视剧频道       | 中国中国中央电视台电视剧频道 |
| ---------------------------- | ---------------------------------- | ---------------------------- |
|                              | 神医喜来乐 （2003.01.22－2003.02） |                              |
| —                            | —                                  |                              |